# سرايا أهل الشام
سرايا أهل الشام تحالف متمرد نشط في الحرب الأهلية السورية. وقد شكل في 2015 ويعمل في محافظة ريف دمشق، ولا سيما في جبال القلمون الغربي على طول الحدود اللبنانية السورية.

## الجماعات الأعضاء[1]
- تجمع القلمون الغربي
  - جيش تحرير الشام
    - فرقة تحرير الشام
      - لواء تحرير الشام[7]
      - لواء الصديق[7]
      - لواء الشهيد محمد قاسم

  - الفرقة 11 قوات خاصة
- تجمع واعتصموا بحبل الله
- رجال من القلمون
- لواء الغرباء
- كتيبة درع القلمون
- كتيبة شهداء النبك
- كتيبة ابن تيمية
- كتيبة الشهيد أبو جعفر
- كتيبة الشهيد علي دياب
- كتيبة المتحابين بالله
- كتائب شهداء القسطل
- كتائب تحرير القلمون

## تاريخ
في نوفمبر 2014، ألقت القوات المسلحة اللبنانية القبض على العقيد عبد الله الرفاعي من الفرقة 11 قوات خاصة التابعة للجيش السوري الحر بالقرب من عرسال. وقد احتجزته المديرية العامة للأمن العام وأفرج عنه في 2 يناير 2015. في 14 أغسطس، اغتيل في عرسال.
في 30 سبتمبر 2015، شكلت سرايا أهل الشام من أكثر من 13 فصيلًا من الجيش الحر والمتمردين الإسلاميين في جبال القلمون الغربي. وحافظت الجماعة على علاقات «جيدة» مع جبهة النصرة التابعة للقاعدة والجماعات الأخرى في فرع القلمون التابع لجيش الفتح السابق.
في فبراير 2016، رفضت النزاع الدائر بين المتمردين خلال الحرب الأهلية السورية ضد تنظيم الدولة الإسلامية، وبقيت محايدة في النزاع، وذكرت أن الخصم الوحيد هو الحكومة السورية. ومع ذلك، وخلال هجوم القلمون الشرقي (سبتمبر–أكتوبر 2016)، انضمت الجماعة إلى المتمردين الآخرين في قتال داعش.
في فبراير 2017، بدأت المفاوضات بين سرايا أهل الشام و‌حزب الله من أجل تثبيت وقف إطلاق النار وعودة السكان إلى البلدات والقرى التي تقع فيها المنافسة بين حزب الله والمتمردين.
في 27 مايو 2017، اشتبكت هيئة تحرير الشام وسرايا أهل الشام مع تنظيم الدولة الإسلامية في جبال القلمون الغربي بالقرب من عرسال. 33 مقاتلًا قتلوا من الجانبين.